# 장바티스트 아르방
조제프 장바티스트 로랑 아르방(프랑스어: Joseph Jean-Baptiste Laurent Arban, 1825년 2월 28일~1889년 4월 8일)은 프랑스의 작곡가, 지휘자, 코넷 연주자이다. 최초의 코넷 거장으로 알려져 있으며 니콜로 파가니니의 연주법을 코넷에 적용하여 코넷이 진정한 독주 악기가 될 수 있음을 밝혀냈다.

## 생애
1825년 리옹에서 예술가인 시몽 아르방의 자식 10명 중 한 명으로 태어났다. 그의 남매 중 가장 저명한 인물은 10살 위 형이자 열기구 전문가였던 프랑시스크가 있다. 
1841년부터 1845년까지 파리 음악원에 재학하여 그 곳에서 프랑수아 도베르네에게 트럼펫을 배웠다. 1857년 에콜 밀리테르의 색스혼 교수가 되어 교편을 잡았다. 이후 1869년에는 파리 음악원 코넷 담당 교수가 되었으며, 그곳에서 메리 프랑캥 등 제자를 양성했다. 1864년에는 후대에 큰 영향을 준 코넷 연주 교본인 《아르방식 방법》을 출간했다.
1889년 파리에서 사망했다.